# NGC 6114
NGC 6114 este o galaxie spirală situată în constelația Coroana Boreală. A fost descoperită în 10 iulie 1880 de către Édouard Stephan⁠(d). Se află la o distanță de 128,82 de megaparseci de Pământ.